# 仙女座U
仙女座U（U Andromedae）是一個位於仙女座的米拉變星。它的視星等在8.9到15.0等之間變化，變光週期347日。仙女座U由天文學家湯瑪斯·大衛·安德森於1894和1895年首次發現它的光度變化。